# スクマーン
スクマーン（ブルガリア語:Сукман / Sukman、Soukmanの綴りも）はブルガリアの女性が身につけるワンピース型をした民族衣装。
トゥニカ（古代ギリシアで誕生した袖なしの下着）の派生でその起源は新しくとも中世に遡るというヨーロッパでも有数の由緒正しい民族衣装である。
脇もしくは腰に入った切り替えが特徴の襟ぐりが狭くて深いワンピースで、袖のないタイプが殆どだがまれに半袖やスリットの入った長袖もある。
素材はウールで、色は黒が多いが裾に色とりどりの小布をアップリケする地方もある。

## 着装
亜麻布で作った長袖のワンピース「スモック」（こちらのほうが丈が長く刺繍やレースを施した裾がスクマーンから覗く）の上に重ねて着用する。スクマーンの襟ぐりが深いのは下のスモックの襟に施された刺繍を見せるためである。
腰は帯で締め、祭礼の際には装飾を施したエプロンを身につける。